# Adenozin deaminază
Adenozin deaminaza (adenozin aminohidrolaza sau ADA) este o enzimă implicată în metabolismul purinelor, catalizând reacția de dezaminare a adenozinei la inozină⁠(d).
Această enzimă este prezentă în majoritatea țesuturilor, dar în special la nivelul limfocitelor T. Niveluri serice crescute de ADA sunt întâlnite la pacienți cu hepatită acută, hepatita alcoolică, hepatita cronică, ciroza hepatică, hepatite virale și la pacienții cu pleurizie TBC. 
Dozarea ADA poate fi utilă în diagnosticul afecțiunilor hepatice asociată cu TGO/TGP și γ-GT și în diagnosticul pleuriziei TBC.